# 関係詞
関係詞（かんけいし、英: relative, relativizer (英語版)）は、関係節を構成するために用いられる品詞である。関係代名詞 (Relative pronoun) 、関係副詞、関係形容詞などがある。

## 概要
関係節 (Relative clause)は、名詞／名詞句を修飾する従属節であり、関係節に修飾される名詞／名詞句は主要部名詞 (head noun)という。関係節が主要部名詞に後続する場合は、先行詞(Antecedent)という。
関係詞は関係節を構成する手段の一つである。この品詞はインド・ヨーロッパ語族の言語の他、アラビア語、ヘブライ語、スワヒリ語などにあるが、世界的に見れば関係詞を持つ言語はそれほど多くはない。関係詞は関係節頭に置かれて関係節の開始を示すと同時に、先行詞が関係節中で果たす役割（主語であるか目的語であるか、場所や時の副詞句かなど）をも標示する。つまり、関係詞は先行詞を含む句の代用形としても機能する。関係詞が関係節中の名詞句の代用形である場合、関係代名詞 (Relative pronoun) という。同様に、副詞句ならば関係副詞、形容詞句ならば関係形容詞という。
- the man who I saw yesterday「昨日私が会った男」

この例において関係詞 who は関係節の始まりを表すと同時に、先行詞 man が関係節の中の目的語にあたることを示している。この場合、名詞句の代用形となっているので、who は関係代名詞である。
一般に関係詞と呼ばれているものでも、代用形としての機能を持っていない場合がある（英語の that 、スペイン語の que など）。これらは歴史的に担っていた代用形の役割を失ったためである。諸言語の関係節を類型的に論じる際には、これらは関係詞型ではなく空所型 (gap-type) として分類されることがある。

## 英語

### 関係代名詞
関係節には制限的関係詞節（制限節、restrictive clause, defining clause)と非制限節がある。いずれの文節でも、関係代名詞 (Relative pronoun)は、主語、目的語、または所有代名詞 (whose) として機能する。制限節は、主節からコンマで区切られず、主節の先行詞について本質的な情報を追加するので、省略はできない。制限節の場合は、関係節から訳して「～するところの･･･」と表現される。コンマで主節から区切られる非制限節は、先行詞の追加情報を付加するが、省略可能である。
関係代名詞は、文中では接続詞のように働き、節の中では代名詞として働く。
who, whom, whose
人を指示する名詞句・代名詞を先行詞とする。
- Naoto has a friend who lives in Sydney. （ナオトにはシドニーに住んでいる友だちがいます。）

whomは、whoよりフォーマルで、通常の会話では省略されることが多く、アメリカ英語ではあまり使われない。ただし、次の文のように前置詞が前にある場合は、前置詞の目的語として機能しているので、whomを省略できない。
- The visitor for whom you were waiting has arrived. (あなたが待っていた来客が到着しました。)

which
事物を指示する名詞句・代名詞を先行詞とする。現代の英語では、by whichのように前置詞を伴う場合を除き、限定用法ではthatがより好まれる傾向がある。
- The dog which is sleeping in the yard is Ryo’s. （庭で眠っている犬はリョウのものです。）

that
人を指示する名詞句・代名詞と事物を指示する名詞句・代名詞物のいずれをも先行詞とすることができる。しばしば先行詞が定冠詞によって限定されるなど、who や which よりも限定的に用いられ、現代語ではいわゆる非限定（継続）用法がない。目的格の場合、しばしば省略される。また同格名詞節の that と紛らわしい場合がある。
- The girl that makes delicious cakes is Aki. （おいしいケーキを作る女の子はアキです。）
- Meg is a girl that※ everyone loves. （メグはだれもが愛する女の子です。）※目的格なので省略してもよい。
- thatが用いられる傾向が強い場合
  1. 最上級や序数詞、the very, the only などを伴う先行詞の場合
  2. 先行詞が疑問代名詞の場合
  3. 先行詞が、人を指示する名詞句・代名詞と事物を指示する名詞句・代名詞からなる場合
  4. 関係代名詞の先行詞が補語になっている場合
  5. 関係節が関係代名詞と be 動詞のみで構成される場合
  6. 先行詞が不定代名詞（something, everything, etc.）の場合
  7. 強調構文(it is ... that ~)

### 擬似関係代名詞
次のような用法も関係代名詞とみなされることがあるが、比較構文の as や than の場合、そのあとで関係代名詞 what（あるいは比較の尺度となる語句）が省略・削除されているという考え方をとれば、これらも接続詞とみなすことができる（実際、非標準的な英語では比較構文の as や than のあとに what が出現することがある）。また、日本の英和辞書には as や than を引くと関係代名詞の項目があるが、ほとんどの英米の辞書にはそういう項目はない。
as
限定(制限)用法では、such + 名詞、the same + 名詞を先行詞にとり、相関的に用いられる。非限定(非制限、継続)用法では、文全体を修飾する。
- This is the same book as he has. （これは、彼が持っていた本と同じ物だ。）
(cf.) This is the same book that he has.
日本では、前者が「同種類の本」を意味するのに対し、後者は彼が所持している「まさにその本」を意味すると言われてきたが，反例が多い。最近の辞書や文法書にはこのような説明は見られない。
- As is often the case with him, he forgot his textbook today. （彼にはよくあることだが、今日も教科書を忘れた。）
上の文は、 He forgot his textbook today, as is often the case with him. という形から考えると理解しやすい。この as の「先行詞」は前の文の内容（厳密には forget his textbook という行為）である（この語順では as の代わりに which を使って同じような意味を表すこともできる）。as is often the case with him を文頭に置いたのが上の文だと言える。

but
先行詞に否定語(noなど)を伴い、節の中も否定の意味を含む（that ［who］ ... not）。古風な表現。
- There is no rule but has some exceptions. (例外のない規則はない。)

than
先行詞に比較級を伴う。
- The galaxy is made of more stars than anybody can count. (銀河系は数え切れないほど多くの星からなっている。)
- 上の文では count の目的語が欠けているので than は目的格の関係代名詞だと言われるわけだが、それなら Meg is taller than I am. でも、am の補語が欠けているのだから、この than も接続詞ではなく、補語格の関係代名詞とされねば一貫性に欠ける。一方、上の文では count のあとの stars（あるいはそれを関係詞化した what）が削除されており、Meg ...では am のあとの tall（あるいはそれを関係詞化した what)が削除されていると考えれば、than を関係代名詞とみなす必要はなくなる。

### 複合関係代名詞
単独で先行詞 + 関係代名詞の働きをするものを複合関係代名詞という。
what
the thing(s) which の意味を持ち、先行詞を意味の中に含む。そのため名詞節を導く。what は節の中で主語、目的語、補語の働きをする。what節全体も主語、目的語、補語になれる。
- Do what you want to do. （自分がやりたいことをやれ。）what は do の目的語、what you want to do は Do の目的語。

whatever, whichever, whoever
名詞節を導く場合と譲歩を表す副詞節を導く場合(= no matter what, no matter which, no matter who(副詞節の場合))がある。副詞節の場合、譲歩条件の副詞節なので未来のことでも節内の動詞は現在形であり、will を使わないが、名詞節の場合でもこれは同じであることに注意。
- Whoever wins, I'll be happy. （だれが勝っても私はうれしい。）
- Whoever wins will get a prize. （だれでも勝った人が賞をもらう。）Whoever wins は名詞節。

#### 連鎖関係（代名詞）節
I think that he is kind. のような S + V + that 節が関係節になったものが連鎖関係（代名詞）節と呼ばれることがある。連鎖関係節とは concatenated relative clause の訳語であるが、二つの関係節が連鎖しているわけではないので、この名前は好ましいものとは言えない。便宜上、関係詞の直後に I think などが挿入された構造とみなすこともある。
- I haven't met a boy who you know is the brightest student ever. （私はあなたがいまだかつてないほど賢いと知っている男の子に会ったことがない。）

上の例の関係節のもとになっている文は You know that he is the brightest student ever. であるが、このような連鎖関係（代名詞）節の中では接続詞 "that" は普通用いられない。またこの例文の "who" は "is" の主語であるため、原則として "whom" とするのは文法的に誤りであるが、実際には who を "know" の目的語と見なして "whom" とする、いわゆる「関係詞牽引」が起きることも多い。
この構文は次のような「二重限定」と明確に区別されなければならない。
- I haven't met a boy that you know who is the brightest student ever. （私はあなたが知っている男の子の中でいまだかつてないほど賢い男の子に会ったことがない。）

これは先行詞をまず第1の関係節が限定し、次に「先行詞＋第1の関係節」を先行詞としてそれを第2の関係節がもう一度限定するという構造になっている。この構造では第2の関係節の頭の関係代名詞は省略されない。これはそれが先行詞から離れているからである。

### 関係副詞
文中では接続詞のように働き、節の中では副詞として働く。いずれも形容詞節か名詞節を導く。
when
先行詞に時を表す名詞をとる。the time when の形で用いられることがある。
where
先行詞に場所を表す名詞をとる。「SがVする場所」を表すのに the place where S V の形を用いることもあるが、先行詞なしで名詞節としてこの意味を表すことが多い。
that
when, where, whyの代用として用いられる。
why
先行詞は reason のみで、reason why の形のときは形容詞節、why のみの形のときは名詞節を導く。
how
the way how という形はなく、the way のみか how のみで用いられる。方法・状態を表す名詞節を導く。
whenever, wherever, however
複合関係副詞と呼ばれる。名詞節を導く場合と譲歩を表す副詞節を導く場合(= no matter when, no matter where, no matter how)がある。

### 関係形容詞
文中で接続詞のように働き、節の中では形容詞として働き、名詞を修飾する。what, which, whose などがある。

### 関係詞の「省略」とゼロ関係詞

#### ゼロ関係代名詞
日本の「学校英文法」では「目的格の関係代名詞は省略できる」と教えることが多い。一方英語学では「本来あったものが省略された」とは考えず、音声形を持たない関係代名詞―ゼロ関係代名詞―とみなすのが普通である。ゼロ関係代名詞は、古くは主格の場合に多かったが、現代英語では目的格の場合に生じることが多い。例えば次の文の that / which は read の目的語になっている。
a) The book (that / which) I read was about Italy. （私が読んだ本はイタリアについてのものだった）
しかし、関係代名詞が目的格でない場合にもゼロ関係代名詞が生じることがある。以下のような構造ではゼロ関係代名詞が圧倒的に多い。
b) the man (that / who) I thought was my father. （私の父だと私が思った男）（that/who は was の主語で主格）
c) I'm not half the man (that) I used to be. （僕はかつての僕の半分ですらない＝僕は変わり果てた）（that は be の補語）
d) This is the only thing (that) there is. （あるのはこれだけだ）（that は there is の主語）
a) ～d)を見ると、二つのことに気づくだろう。まず、関係代名詞の直前に先行詞がある（＝関係節が外置（文末に移すこと）されたり、カンマで先行詞と隔てられたり、前に前置詞を伴ったりしていない）。次に、関係代名詞のすぐ後に関係節の主語がある（there 構文の there も、"Yes, there is." を見るとわかるように、統語的には主語[名詞句]として機能する）。
つまり、関係代名詞を「省略」できるかどうかは、関係節中での格という統語論的・意味論的概念で決まるというより、「先行詞の直後に関係代名詞があり、かつ関係代名詞のすぐあとに主語名詞句がある」という表層的な条件によると考えることができる。英語では、関係節中で主語が省略されたり S + V が倒置を起こすことはまずないので、名詞の直後に S + V が来れば、関係節の開始を知らせる関係代名詞がなくても、新たな節が始まったことがはっきりと認識できる。（これに対し、たとえばフランス語・スペイン語などのロマンス系言語の関係節では S + V が倒置されることがあり、またスペイン語などでは関係節でも主語を省略することが多いせいか、ゼロ関係代名詞は使われない。）
「関係代名詞が目的格かどうか」よりも、「関係代名詞のすぐあとに主語名詞句があるかどうか」のほうが重要であることは、次のように関係代名詞が目的格であるにもかかわらず省略できない例からもわかる。（ ()はゼロ関係代名詞、*は容認不可の文を意味する）
e) I met someone () you probably know today.
f) * I met someone () probably you know today.
e) でも f) でも( )に入る関係代名詞は目的格だが、その直後に主語名詞句 youがない f) ではゼロ関係詞は許されない。
以上のことから、ゼロ関係代名詞が許されるのは［先行詞 + 関係代名詞 + 関係節の主語］の3つが直接隣り合っているときということになる。 

しかし、上の条件を満たしていないのにゼロ関係代名詞が生じているように見える場合がある。
g) It was you (who / that) gave me the money. （私にその金をくれたのは君だ）（who / that は gave の主語）
h) There's nobody (who / that) knows I've come here. （私がここに来たのを知っている者はいない）（who / that は knows の主語）
これらの文は、上の () に音声形を持たない関係詞があるというよりはむしろ、共有構文（いわば二つの文の「重ね合わせ」）だと考えられる。共通の（代）名詞を接点として二つの構文が融合したものと考えることができる。
g) It was you. + You gave me the money.
h) There's nobody. + Nobody knows I've come here.

#### ゼロ関係副詞
また、関係副詞にも「ゼロ関係副詞」がある。
- I have never forgot the day (that / when) I met her on the street. （彼女に街で会った日を私は忘れたことがない。）
- The only place (that / where) I went was the grocery store. （私が行ったただ一つの場所は食料品店だ。）

時の関係副詞 when（あるいは that）はゼロ形になることが多いが、場所の関係副詞 where（あるいは that）はゼロ形が少ない。しかし、上のように先行詞が place の場合は例外的にゼロ形が普通である。

## エスペラント語
関係詞の語頭は ki- で始まる。

### 関係代名詞
- kio (= that, what)

先行詞は一般的な事物。数による変化はしない。対格 kion。
- kiu (= who, which, what)

先行詞は個別的な人や物を示す名詞句。複数形 kiuj、対格 kiun/kiujn (= whom) 。

### 関係形容詞
- kies (= whose)

所有形容詞。数・格による変化はしない。
- kia

先行詞には種類を指す名詞句を取る。複数形は kiaj、対格は kian/kiajn だが、先行詞と一致するとは限らない。
- (tia) ĉapelo kian vi portas (= (such) a hat as you wear)

### 関係副詞
- kiam (= when)

先行詞は時間。
- kie (= where)

先行詞は場所。対格 kien。
- Iru ien ajn kien vi volas. (直訳: Go anywhere where you want.)
- la urbo kie mi naskiĝis (= la urbo en kiu mi naskiĝis; 直訳: the city where I was born)

## スペイン語

### 関係代名詞
- que (= that, which, who)

先行詞は人・物をとわない。性・数・格による変化はしない。
- quien (= who)

先行詞は人。複数形は quienes。
- el que（男性単数）, la que（女性単数）, los que（男性複数）, las que（女性複数）

この系列は先行詞の性と数により変化する。フランス語の lequel, laquelle などに相当する。

### 関係副詞
- donde (= where), cuando (= when), como (= how)

cuando は時を表す名詞句に対し非限定用法に使われる。限定用法では en que, que が使われる。

## フランス語

### 関係代名詞
- que（目的格）, qui（主格）

先行詞の性・数、人か物かにかかわらず使われる。
- lequel（男性単数）, laquelle（女性単数）, lesquels（男性複数）, lesquelles（女性複数）

この系列は先行詞の性と数により変化する。前置詞àと結びつくとそれぞれauquel, à laquelle, auxquels, auxquelles となる。また de と結びつくとそれぞれ duquel, de laquelle, desquels, desquelles となる。
- dont (= of which, of whom, whose)

「de+関係代名詞」の働きをする特殊な関係詞。de qui, de quoi, duquel, desquels, desquelles に相当する。したがって厳密には一種の関係副詞と言える。de+名詞を指す中性代名詞 en が関係代名詞化したものと考えることができる。
- J'ai un ami dont le père est médecin. (直訳: I have a friend of whom the father is a doctor. = I have a friend whose father is a doctor.)
- C'est le livre dont je t'ai parlé.（直訳: It's the book of which I told you. = It's the book I told you about.)

### 関係副詞
- où(= where, when), que

先行詞は場所でも時でもよい。先行詞が不定冠詞がついた時間の名詞句のばあいはかわりに que を使うことが多い。
- C'est la maison où j'ai grandi. (It's the house where I grew up.)
- C'est le jour où je l'ai rencontré. (It's the day when I met him[her].)